# Ceramika „raku”

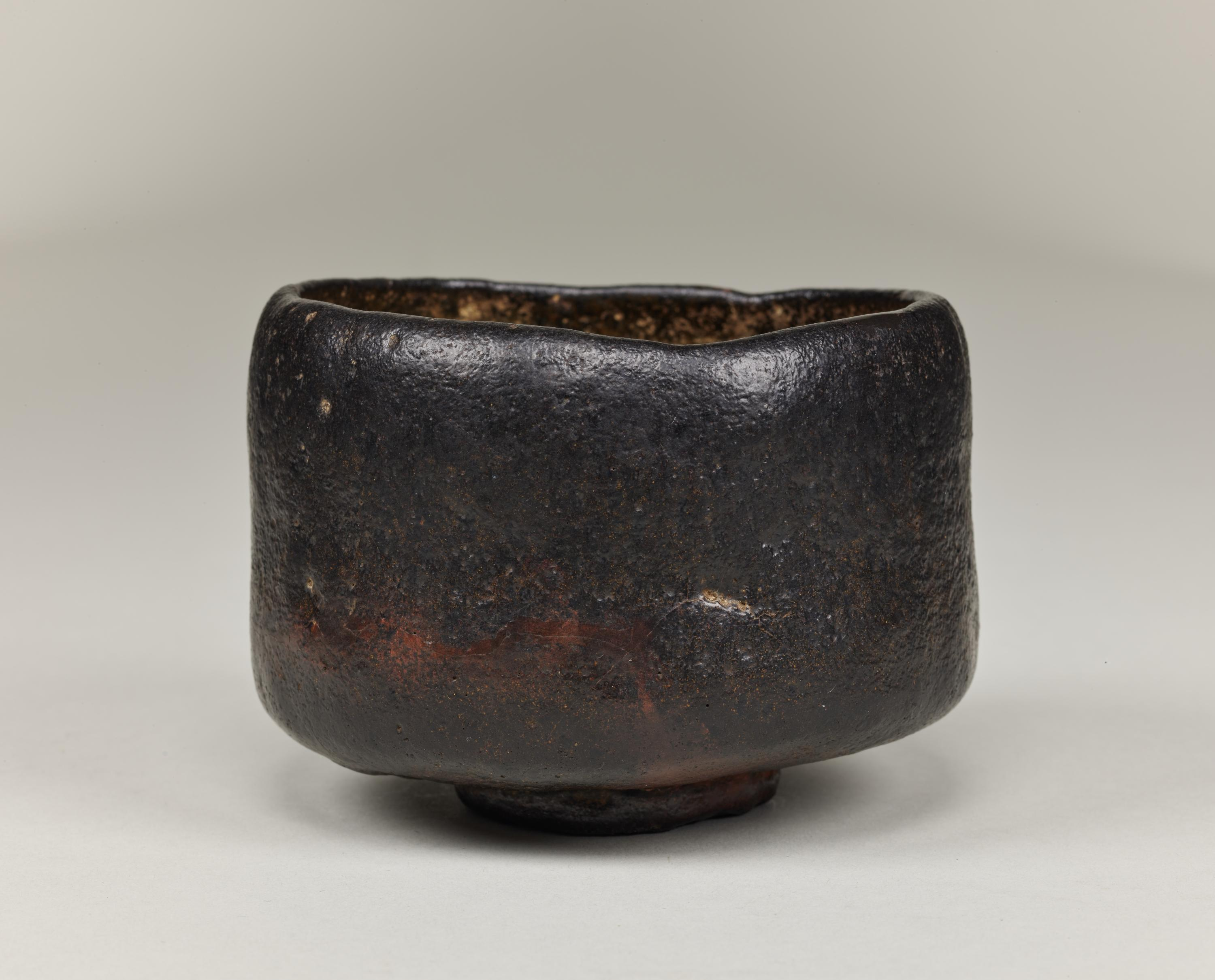
Czarka „Amadera” wykonana w warsztacie Chōjirō (zm. 1592). Muzeum Narodowe w Tokio

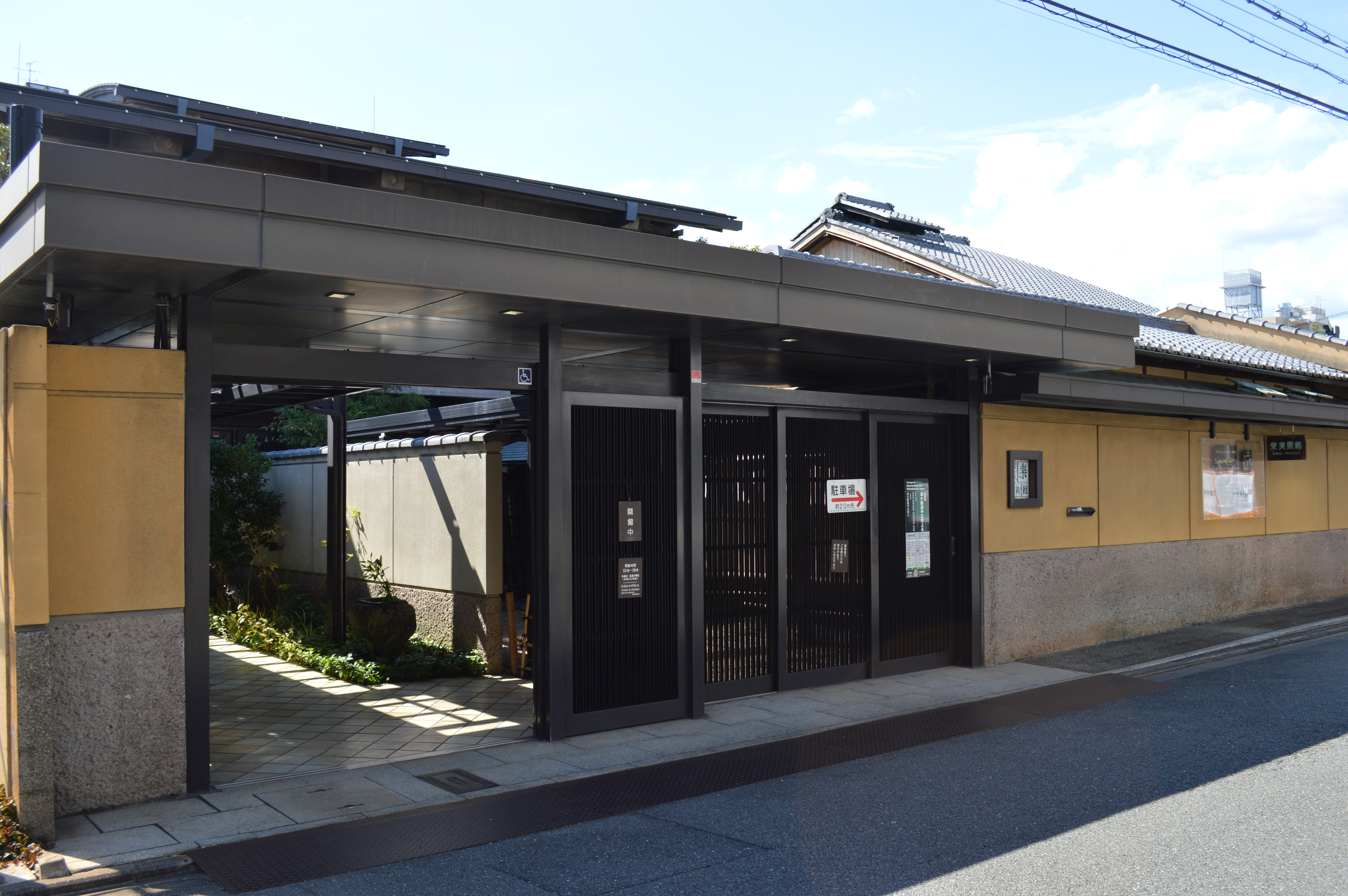
Raku Museum w Kioto (2013)

Ceramika raku (jap. 楽焼 raku-yaki) – unikalny rodzaj japońskiej ceramiki formowanej ręcznie i wypalanej w niskiej temperaturze, według techniki wypracowanej przez rodzinę Raku z Kioto (Kyōto) w ciągu 450 lat jej działalności.

## Opis
Słynna wytwórnia ceramiki rodziny Raku od okresu Azuchi-Momoyama (1573–1615) wytwarza m.in. czarki (chawan) służące do ceremonii picia herbaty (chanoyu). W zależności od zastosowanego szkliwa są one głównie czarne lub czerwone. Mogą zawierać domieszki tlenków metali, co daje mieniące się efekty kolorystyczne. 
Technika i filozofia tworzenia pierwszych wyrobów raku były wynikiem współpracy założyciela rodu, Chōjirō (zm. 1592), i mistrza ceremonii picia herbaty, Sen no Rikyū (1522–1591), a tradycja trwa do dziś dzięki 16. już pokoleniu rodziny Raku. Czarki raku osiągają wysoką cenę i są poszukiwane w świecie ceremonii parzenia herbaty.
Naczynia wyjmuje się z pieca (temperatura 900–1150 °C) specjalnymi szczypcami. Następnie poddaje się je redukcji np. w wodzie, trocinach czy trawie, które pozostawiają ślady na naczyniach w postaci odcisków narzędzi, trawy, liści. Masy ceramiczne stosowane do raku są ogniotrwałe oraz zawierają montmorylonit.

## Raku Museum
Raku Museum (Raku Bijutsukan) znajduje się obok domu i warsztatu rodziny Raku w Kioto. Zostało otwarte w 1978 roku przez czternaste pokolenie i posiada kolekcję składającą się głównie z: ceramiki wykonanej przez kolejne głowy rodziny, związanych z nią dokumentów i przyborów do herbaty przekazywanych z pokolenia na pokolenie. Muzeum jest w istocie podsumowaniem nieprzerwanej od ponad 450 lat tradycji rodziny Raku.
Naczynia raku-yaki pojawiły się dzięki Chōjirō, założycielowi rodziny, który wykonał miskę do herbaty w stylu wabi-chanoyu (japońska ceremonia picia herbaty), zapoczątkowanego przez mistrza Sen no Rikyū. W 2019 roku Kichizaemon Raku z piętnastego pokolenia ustąpił ze zwierzchnictwa rodziny na rzecz swojego starszego syna, Kichizaemona XVI.

## Galeria

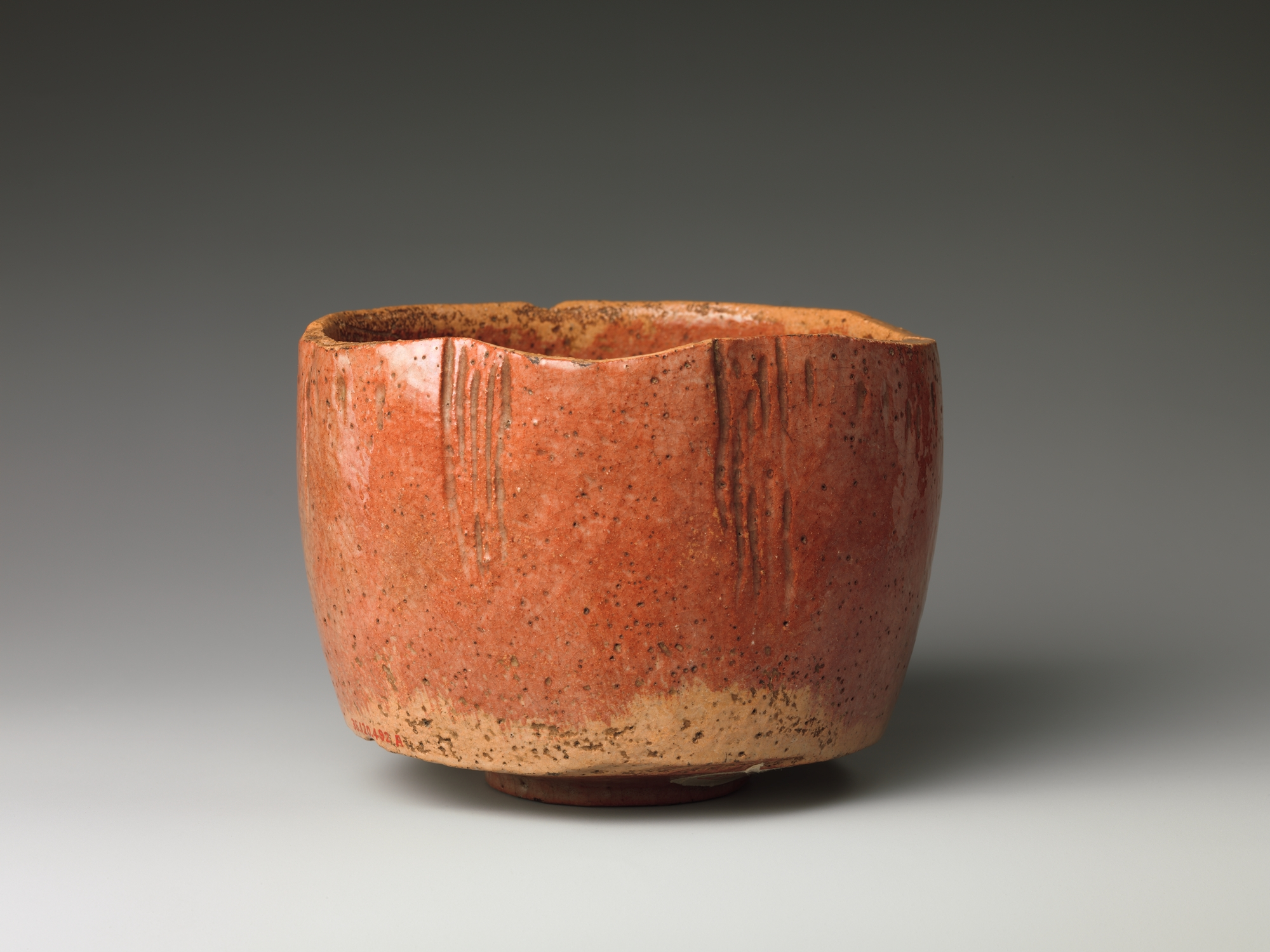
Kōetsu Hon’ami (1558-1637), ceramika raku (ok. 1600)
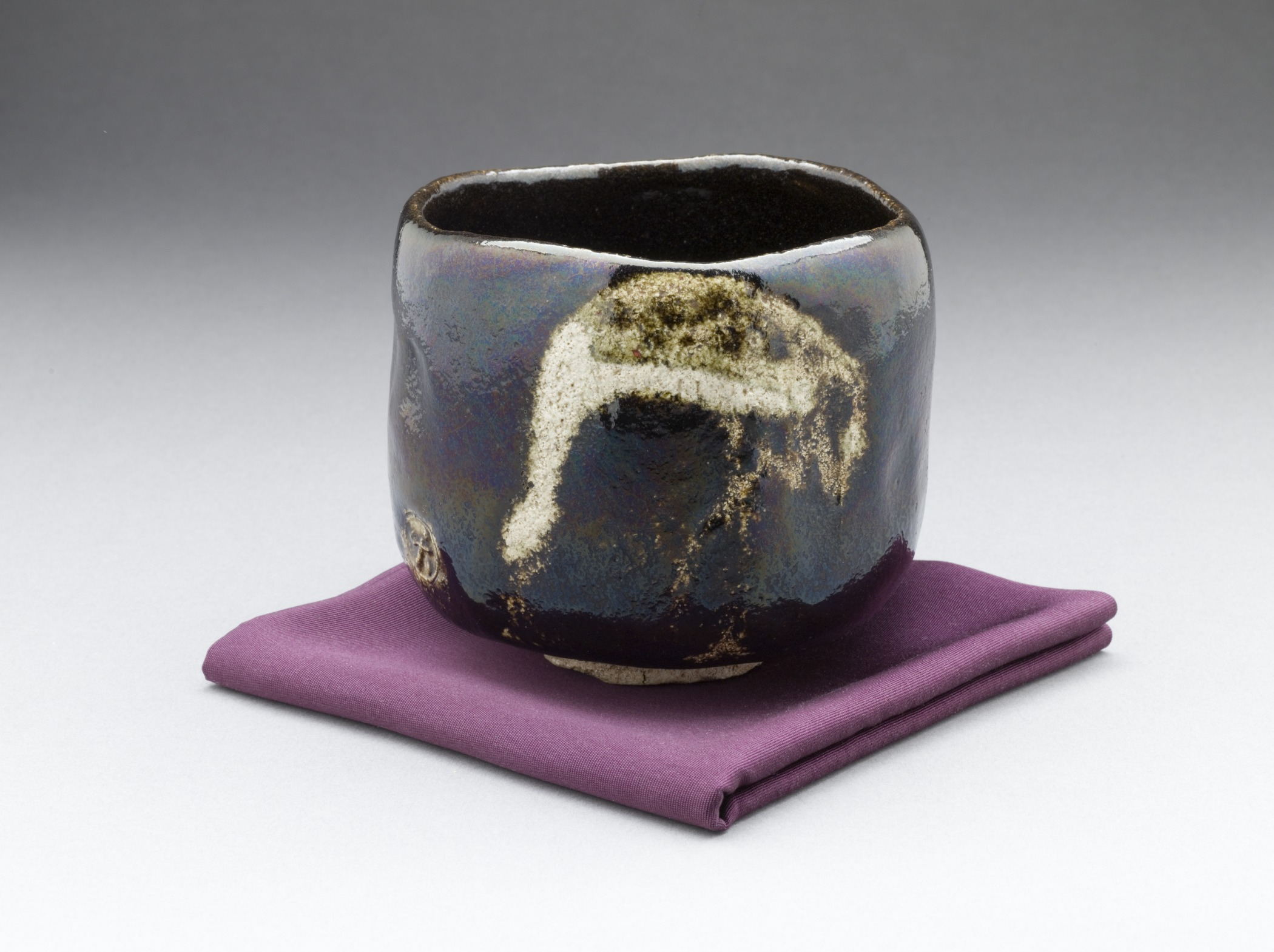
Stara sosna z motywem żurawia (ok. 1810-1838)
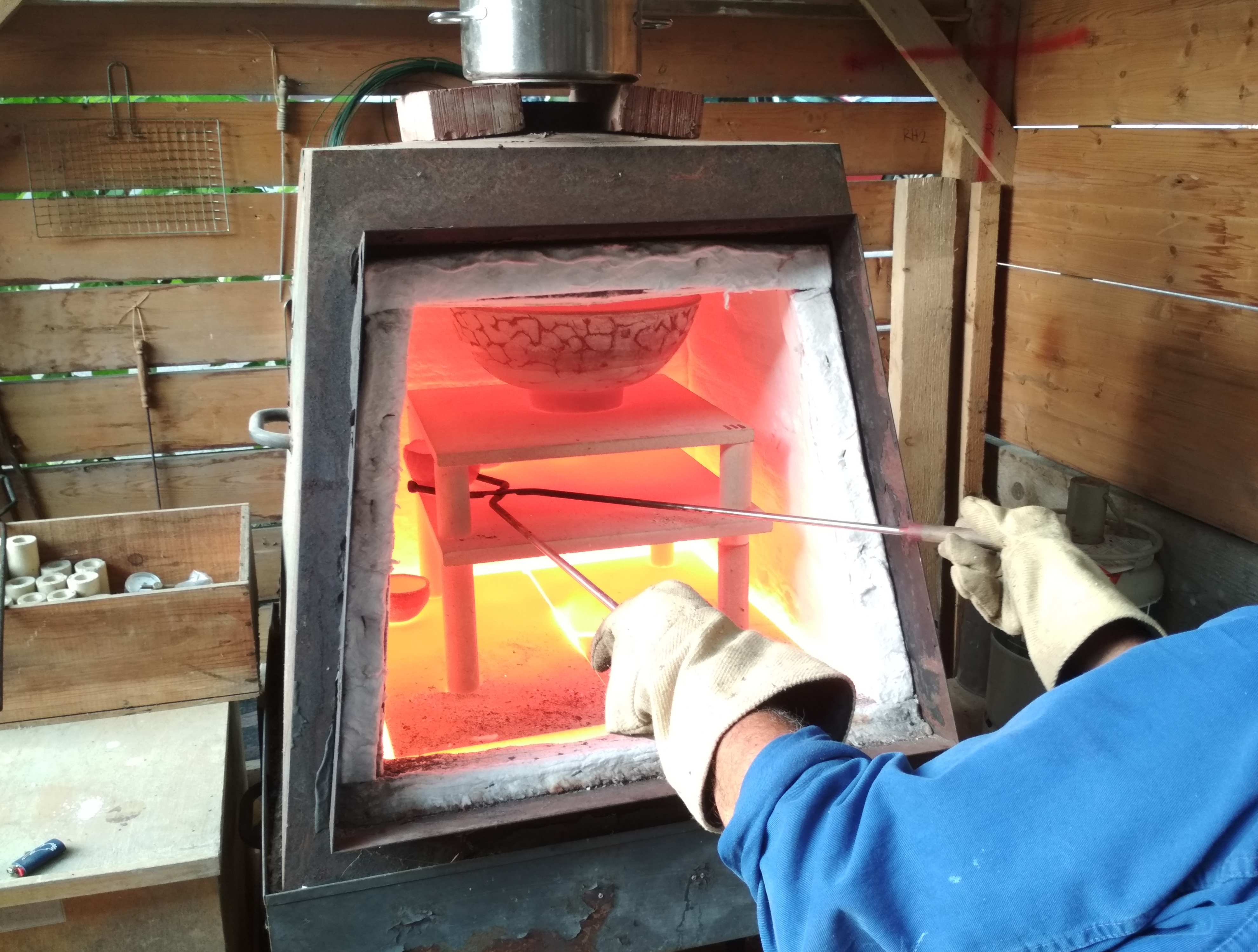
Wypalanie (2018)
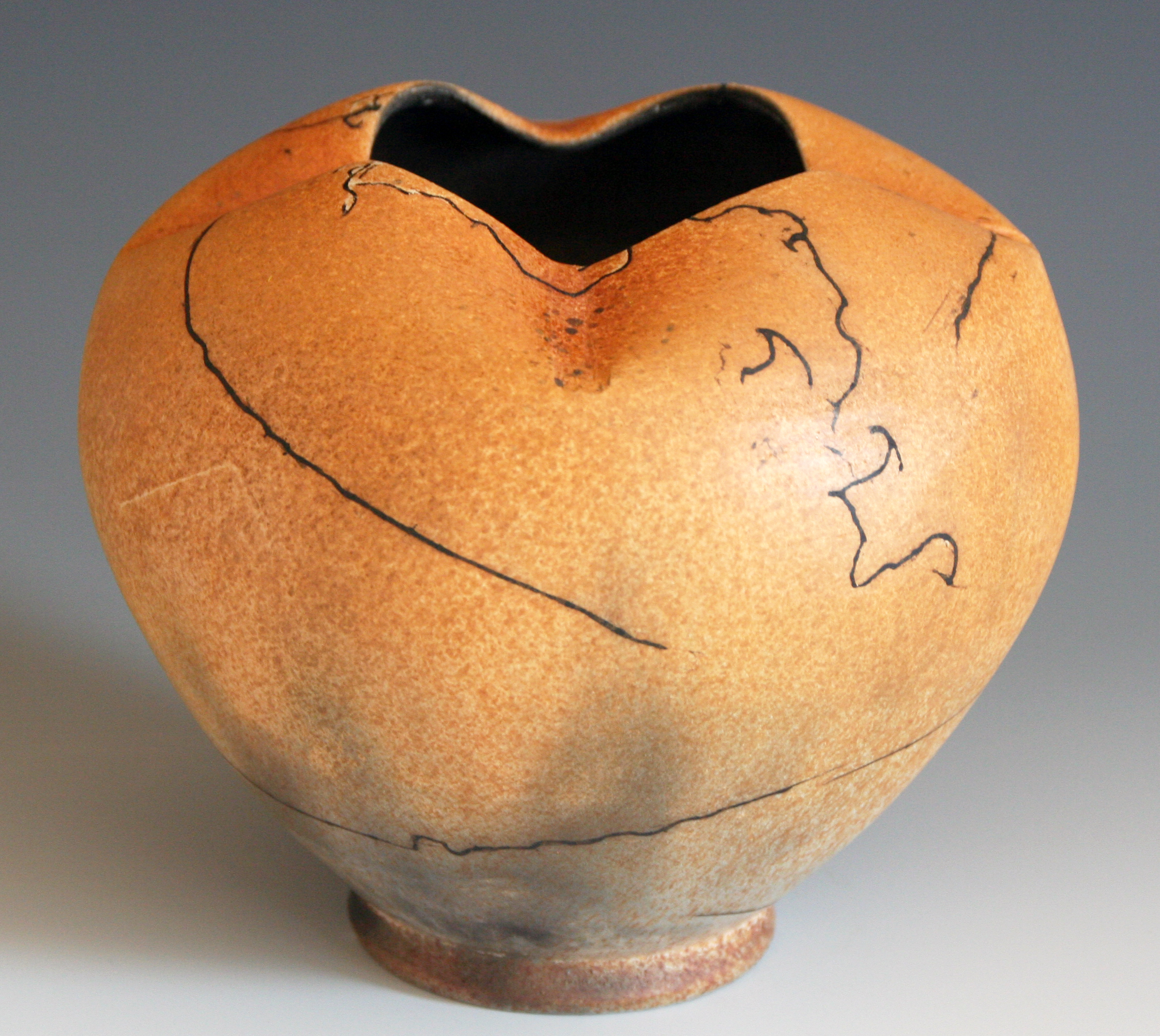
Użycie końskiego włosia: wyjęcie z pieca w temperaturze 730 °C i umieszczenie włosia na garnku; żółtawy kolor pochodzi z rozpylania chlorku żelaza